# Sunflower Kurenai
Die Sunflower Kurenai (japanisch さんふらわあ くれない) ist ein 2023 in Dienst gestelltes Fährschiff der japanischen Reederei MOL Sunflower. Sie steht auf der Strecke von Osaka nach Beppu im Einsatz. Sie ist die erste mit LNG betriebene Fähre in Japan.

## Geschichte
Die Sunflower Kurenai wurde am 2. Juni 2021 unter der Baunummer 1224 in der Werft von Mitsubishi Heavy Industries in Shimonoseki auf Kiel gelegt und am 3. März 2022 ausgedockt. Nach ihrer Ablieferung an Ferry Sunflower nahm sie am 13. Januar 2023 den Fährdienst von Osaka nach Beppu auf und ersetzte dort mit ihrem drei Monate später in Dienst gestellten Schwesterschiff Sunflower Murasaki die älteren Einheiten Sunflower Ivory und Sunflower Cobalt.
Wenige Monate nach Indienststellung der Sunflower Kurenai fusionierte Ferry Sunflower am 1. Oktober 2023 gemeinsam mit MOL Ferry zur neugegründeten Reederei MOL Sunflower. Am Namen, der Rumpfbemalung oder dem Dienst des Schiffes änderte sich durch diese Fusion jedoch nichts. Beide Reedereien gehörten schon vor ihrer Fusion zur Mitsui O.S.K. Lines.
Die Sunflower Kurenai ist die erste Fähre Japans, die mit LNG betrieben wird. Die insgesamt bis zu 716 Passagiere an Bord reisen in verschiedenen Kabinenkategorien, die von Mehrbettzimmern über verschieden große Privatkabinen bis hin zu Suiten im westlichen oder japanischen Einrichtungsstil reichen. Zentrum des Schiffes ist ein dreistöckiges Atrium. Zur weiteren Ausstattung an Bord zählen ein Restaurant, öffentliche Bäder (Sentō), eine geschlossene Promenade mit Aussichtsfenstern, ein Bordgeschäft, eine Café-Lounge, ein Kinderspielzimmer, ein Raucherbereich, Verkaufsautomaten mit Getränken und Speisen sowie ein Bereich zur Unterbringung von Haustieren.